# 하야시다촌 (효고현 이보군)
하야시다촌(林田村)은 효고현 이보군에 있던 촌이다. 현재의 히메지시에 해당한다.